# Bellevigne-les-Châteaux
Bellevigne-les-Châteaux é uma comuna francesa na região administrativa do País do Loire, no departamento de Maine-et-Loire. Estende-se por uma área de 35.10 km². Em 2010 a comuna tinha 3 578 habitantes (densidade: 101,9 hab./km²).
Foi criada em 1 de janeiro de 2019, a partir da fusão das antigas comunas de Chacé (sede da comuna), Brézé e Saint-Cyr-en-Bourg.